# Kaunakakai
Kaunakakai – jednostka osadnicza w Stanach Zjednoczonych, w hrabstwie Maui.